# 霍恩贝克
霍恩贝克是德国石勒苏益格－荷尔斯泰因州的一个市镇。总面积5.89平方公里，总人口180人，其中男性90人，女性90人（2011年12月31日），人口密度31人/平方公里。